# Типография Каримовых
Типография Каримовых — частная татарская типография, открытая в Казани братьями Мухаметзяном и Шарифзяном Каримовыми. Работала с 1900 по 1919 годы и занималась в основном выпуском книг на татарском языке, а также на языках других тюркских народов. Здание типографии Каримовых является объектом культурного наследия.

## История
Братья Каримовы с начала 1890-х годов занимались торговлей татарской литературой на ярмарках Казани, Макарьева, Мензелинска и Симбирска. В 1898 году они организовали книготорговую фирму, а в январе 1899 года получили разрешение на открытие собственной типографии.
Типография была открыта 1 марта 1900 года. В первый год работы она издала 36 различных книг общим тиражом 433100 экземпляров. В 1901 году было напечатано уже 97 татарских книг общим тиражом 195510 экземпляров, что сделало её ведущей типографией по печатанью татарской литературы. До 1905 года типография Каримовых оставалась единственной типографией, которая печатала литературу только на татарском языке. За 1901—1917 годы типография издала 1700 наименований книг общим тиражом около 20 млн экземпляров, что составило 1/3 от всех татарских книг, изданных в этот период в Казани. В их числе были произведения религиозно-дидактического характера, учебники, научно-популярная и художественная литература.
Помимо книг, братья Каримовы издавали газету «Кояш», которую редактировал известный писатель и публицист Фатих Амирхан. В 1917 году в типографии нелегально печаталась газета «Рабочий» — орган Казанского комитета РСДРП(б).
Во время Гражданской войны братья Каримовы вынуждены были эмигрировать. В 1919 году их типография была национализирована.